# Kestřany
Kestřany (pro rozlišení od Nových Kestřan dříve nazývané též Staré Kestřany) jsou vesnice a obec v okrese Písek, nedaleko Ražic u soutoku Otavy a Brložského potoka. Žije v nich 726 obyvatel.
V obci stojí dvě tvrze – horní tvrz a dolní tvrz. Jedná se o raritu, dvě zachovalé tvrze v těsném sousedství. Třetí tvrz stávala pravděpodobně v místech, kde byl později postaven kestřanský zámek. Jižně od obce se rozkládá národní přírodní rezervace Řežabinec a Řežabinecké tůně. Velký Potočný rybník severně od Kestřan je chráněn jako přírodní památka.

## Historie
Kestřany byly založeny ve 14. století. Roku 1315 je první písemná zmínka o daru píseckému klášteru od Alberta z Kestřan, Kestřanští z Kestřan. On i jeho synové Michal, Šimon a Bartoloměj byli velmi pobožní. První písemná zmínka o vesnici pochází z roku 1338.
Historie obou tvrzí se prolíná, přestože se jedná o dvě rozdílné stavby. Horní tvrz je starší, dolní tvrz byla založena později. Roku 1360 po úmrtí sirotků měla část Kestřan připadnout králi, ale na něm si je vyprosili Buzek, Přibík a Jakub ze Lhoty. Roku 1396 v horní tvrzi sídlil Arnošt Údražský z Kestřan. Roku 1416 na dolní tvrzi sídlili synové Mikuláše Barocha ze starého rodu Barochů. Ctibor Baroch zemřel za vlády krále Ladislava. Jeho syn Mikuláš Baroch roku 1475 prodal dolní tvrz Bohuslavovi z Kestřan. Od této doby dolní tvrz postupně chátrá.
Roku 1446 byla Horní tvrz včetně dvorců prodána Vaňku Koktanovi. Dědictvím připadla jeho synovcům, dále pak Bohuslavovi. Po něm vládli jeho synové. Jan, Petr, Bohuslav. Roku 1491 byly obě tvrze a i oba dva dvory a část vesnice prodány Jindřichovi ze Švamberka. Dolní tvrz je uvedena jako pustá. V dolní tvrzi byl zřízen pivovar roku 1553. Později tato tvrz sloužila jako sýpky i jako kravín. K tomuto panství náležela Sudoměř a Dobev a bylo přikoupeno Zátaví.
Roku 1574 po smrti Jindřicha připadla tvrz jeho manželce Elišce a poté byl jejím dědicem Kryštof ze Švamberka. Od roku 1534 po jeho smrti patří Kestřany Borské větvi. Roku 1588 prodal Jan Vilém část majetku Píseckým a část Drahonickým pánům. Jeho syn Jiří Ernreich se nepřidal k stavovskému odboji a přesto po bitvě u Záblatí byl poškozen na svém majetku. Stejně jako ostatní vesnice byly Kestřany vypleněny a drancovány. Po smrti Jana Viléma si dědictví rozdělily jeho tři dcery. Kestřany připadly Františce Polyxeně z Paaru, která se svým manželem nechala postavit nový zámek. Po smrti svého manžela vše prodala roku 1685 Zuzaně z Gerštorfu.
Pak dalšími prodeji tvrze opět změnily majitele. Stal se jím Adam Humprecht Koc z Dobrše. Byl to známý lidumil, hejtman kraje a lidový léčitel, ale kvůli těmto aktivitám panství upadalo. Roku 1700 tvrze odkoupil Ferdinand ze Schwarzenberka a ten je začlenil do svého rozsáhlého protivínského panství.

## Obyvatelstvo
| Rok            | 1869 | 1880  | 1890  | 1900  | 1910 | 1921 | 1930 | 1950 | 1961 | 1970 | 1980 | 1991 | 2001 | 2011 | 2021 |
| -------------- | ---- | ----- | ----- | ----- | ---- | ---- | ---- | ---- | ---- | ---- | ---- | ---- | ---- | ---- | ---- |
| Počet obyvatel | 961  | 1 052 | 1 012 | 1 025 | 944  | 957  | 874  | 722  | 729  | 657  | 600  | 617  | 641  | 678  | 733  |
| Počet domů     | 118  | 124   | 133   | 135   | 133  | 137  | 156  | 179  | 163  | 172  | 168  | 209  | 238  | 244  | 256  |

## Obecní správa

### Místní části
Obec Kestřany se skládá ze tří částí na třech katastrálních územích.
- Kestřany (k. ú. Staré Kestřany)
- Lhota u Kestřan (i název k. ú.)
- Zátaví (i název k. ú.)

### Obecní symboly
Znak a vlajka byly obci uděleny rozhodnutím předsedy Poslanecké sněmovny Parlamentu České republiky dne 9. prosince 2002.

## Doprava
Do Kestřan lze dojet po silnici směrem z Písku na Štěkeň. Do vesnice vede cyklotrasa č. 1045. Přes Kestřany vede modře značená pěší turistická trasa, z Písku měří celkem 12 km. Je možno přijít i z opačné strany, po modré značce od železniční stanice Sudoměř.

## Společnost
Každý rok se zde konají soutěže v rýžování zlata.

## Pamětihodnosti

### Horní tvrz

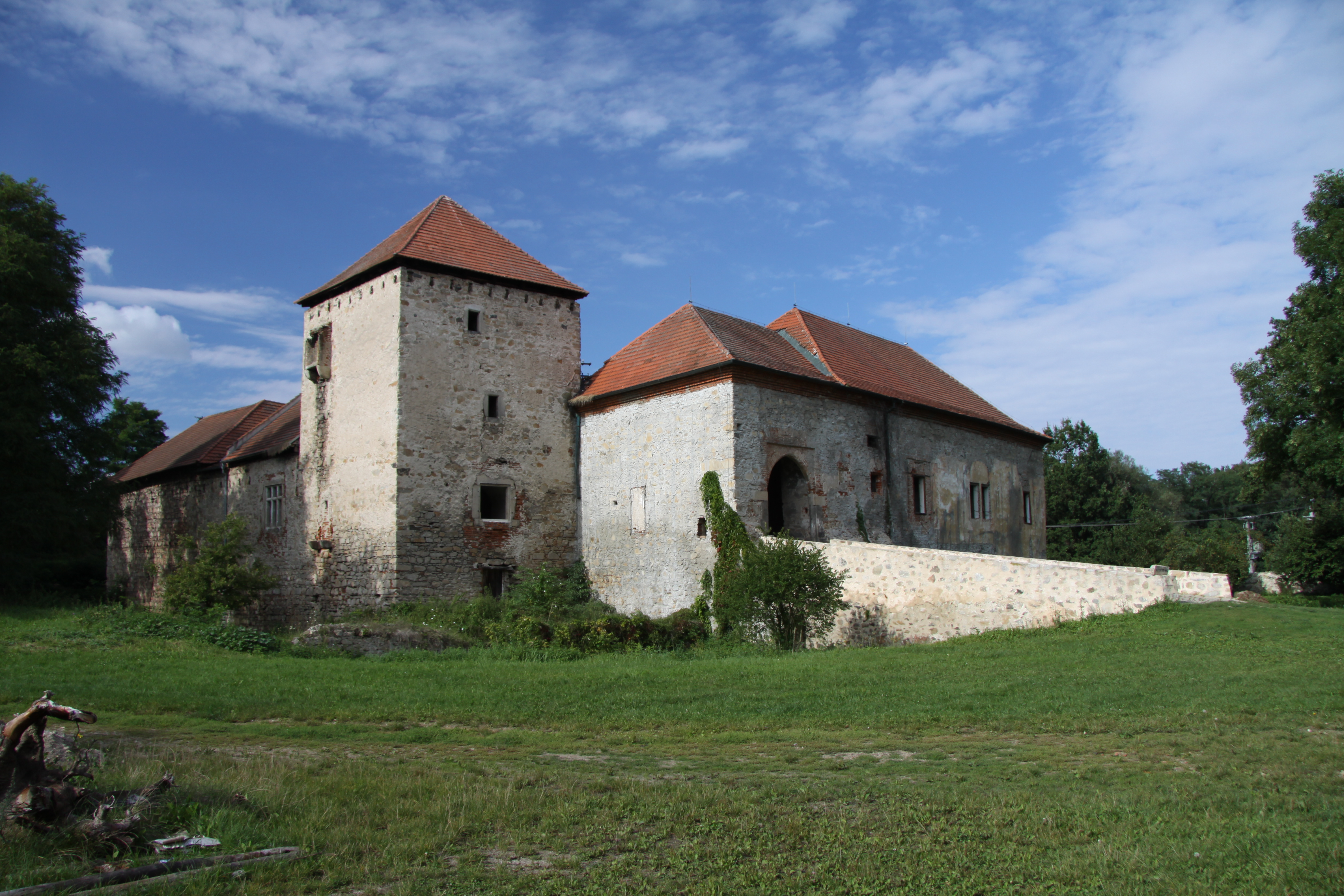
Celkový pohled na Horní tvrz

Horní tvrz byla založena nejspíše už ve třináctém století. Až do roku 1491 sloužila jako sídlo rodu Kestřanských z Kestřan, kteří ji pradali pánům ze Švamberka. Ti ji jako sídlo využívali jen příležitostně a Františka Polyxena ze Švamberka, provdaná Paarová, nechala během třicetileté války postavit barokní zámek. Jádrem tvrze je budova tzv. purkrabství. Do obvodové hradby byly později zapojeny dvě hranolové obytné věže a okrouhlá věž, která měla pouze obrannou funkci. Na konci patnáctého století obytné prostory rozšířil nový palác s průjezdem na jihovýchodní straně.

### Dolní tvrz

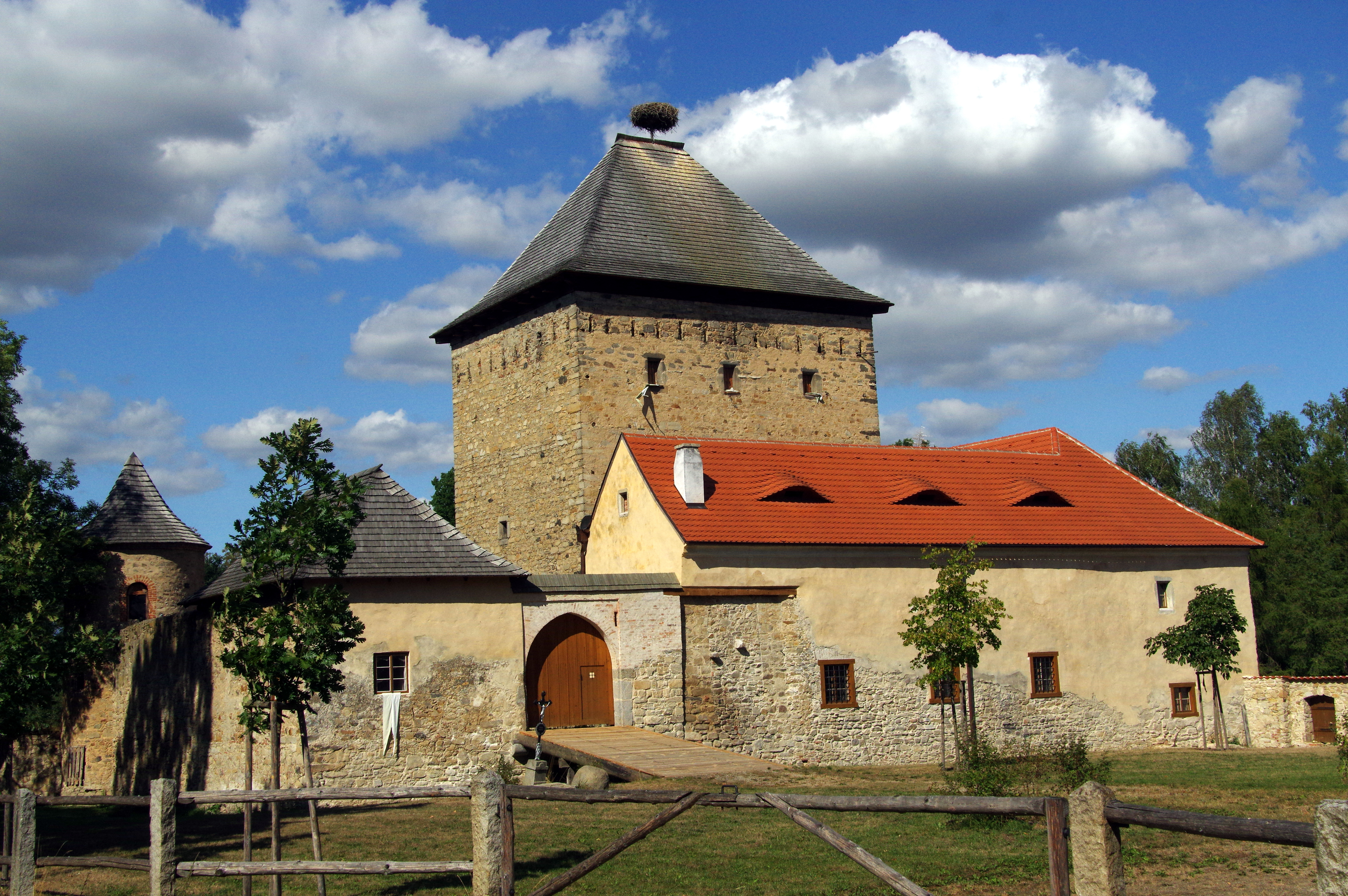
Dolní tvrz

Dolní tvrz si na konci čtrnáctého století postavili synové Mikuláše z Kestřan společně s Martinem Brusem z Kovářova. Jejich potomci na ní sídlili do roku 1475, kdy ji koupil Bohuslav z Kestřan, majitel horní tvrze. Nejstarší částí areálu je hranolová obytná věž, kterou ve druhé polovině patnáctého století doplnila nová palácová křídla na jih na jižní a východní straně a opevnění s okrouhlou obrannou věží v nároží.

### Ostatní
- V sousedství stojí raně barokní kestřanský zámek postavený Františkou Polyxenou Paarovou po roce 1652.[7]
- Původně gotický kostel svaté Kateřiny, který se nachází v sousedství zámku, prošel přestavbou roku 1852. Před kostelem se nachází kamenný kříž a památník obětem první světové války
- U řeky Otavy je kalvárie ze 17. století. Podle pověsti tuto stavbu nechal postavit francouzský důstojník jako projev díků za záchranu svého života. Měl být ukrytý před nepřítelem pod hromadou prádla, které v tu dobu máchaly pradleny v řece. Proto ta podobnost s kusy prádla.[9] Roste zde dvojice památných stromů – Jilmy u Kalvárie.
- Boží muka za obcí ve směru na Dobev vpravo.[10]
- Boží muka svatého Matěje se nachází na okraji obce ve směru z Kestřan do Dobeve vlevo v polích, u polní cesty.[10]
- Výklenková kaple svatého Jana Nepomuckého ze začátku 18. století je za fotbalovým hřištěm.[11]
- Výklenková kaple svatého Josefa ze začátku 19. století se nachází u komunikace do obce ve směru od Písku.[11]
- Výklenková kaple zasvěcená svatému Floriánovi se nachází u komunikace v obci ve směru do Lhoty u Kestřan vlevo. Pochází z poloviny 18. století.[11]
- Výklenková kaple svatého Volfganga z konce 17. století je v lese Na Volfánku.[11]
- Náves obce je lemovaná architektonickými venkovskými usedlostmi s podélnými křídly a zaklenutými vjezdy. Jedná se o usedlost čp. 3, 4, 5, na západní straně návsi. Na protější straně jsou to usedlosti 14, 15, 16, 17, 18. Kestřany jsou navrženy k prohlášení za vesnickou památkovou zónu.
- Výklenek pro sochu světce se nachází ve zdi u domu čp. 32[12]

## Galerie

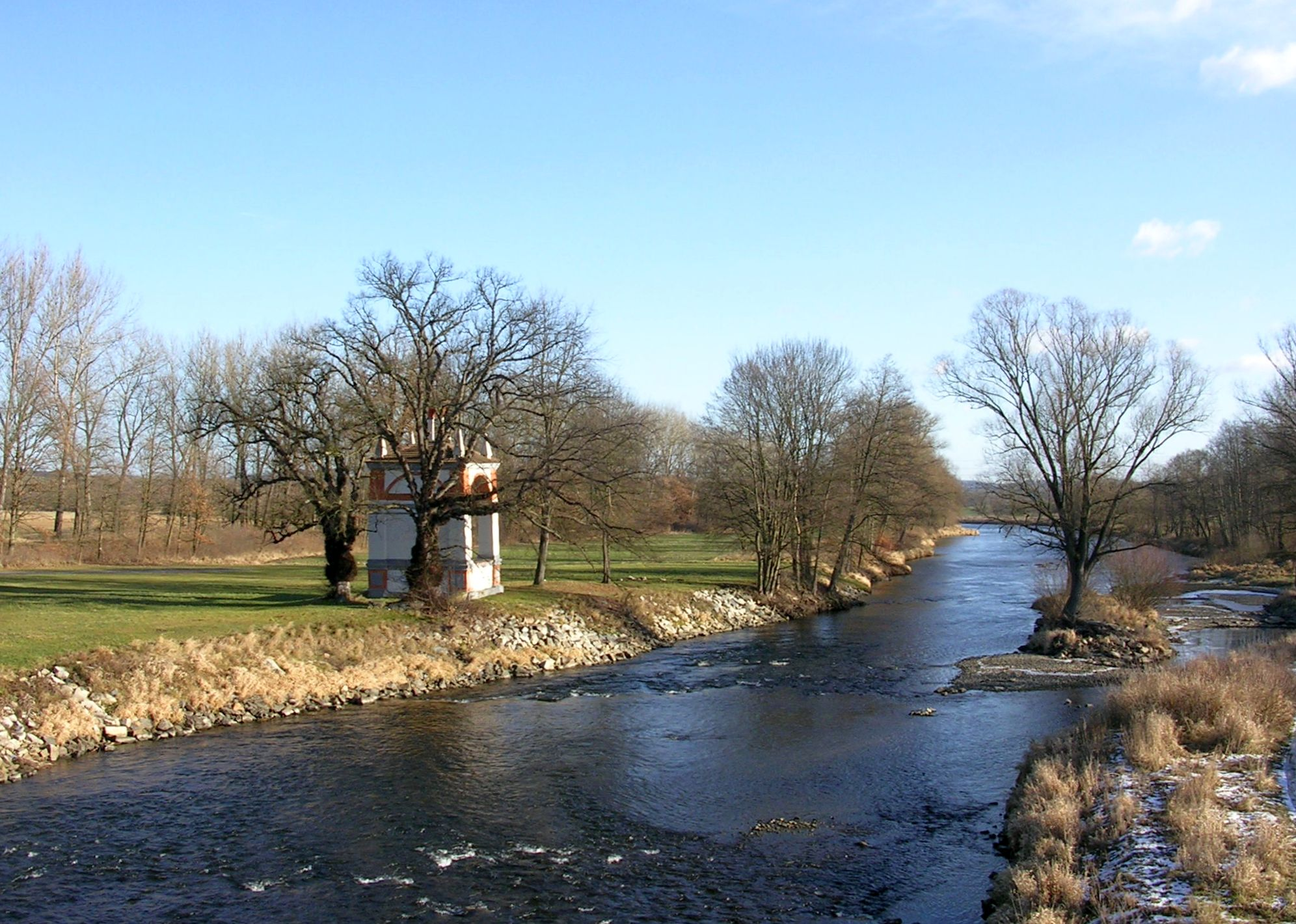
Kalvárie na břehu Otavy u Lhoty u Kestřan
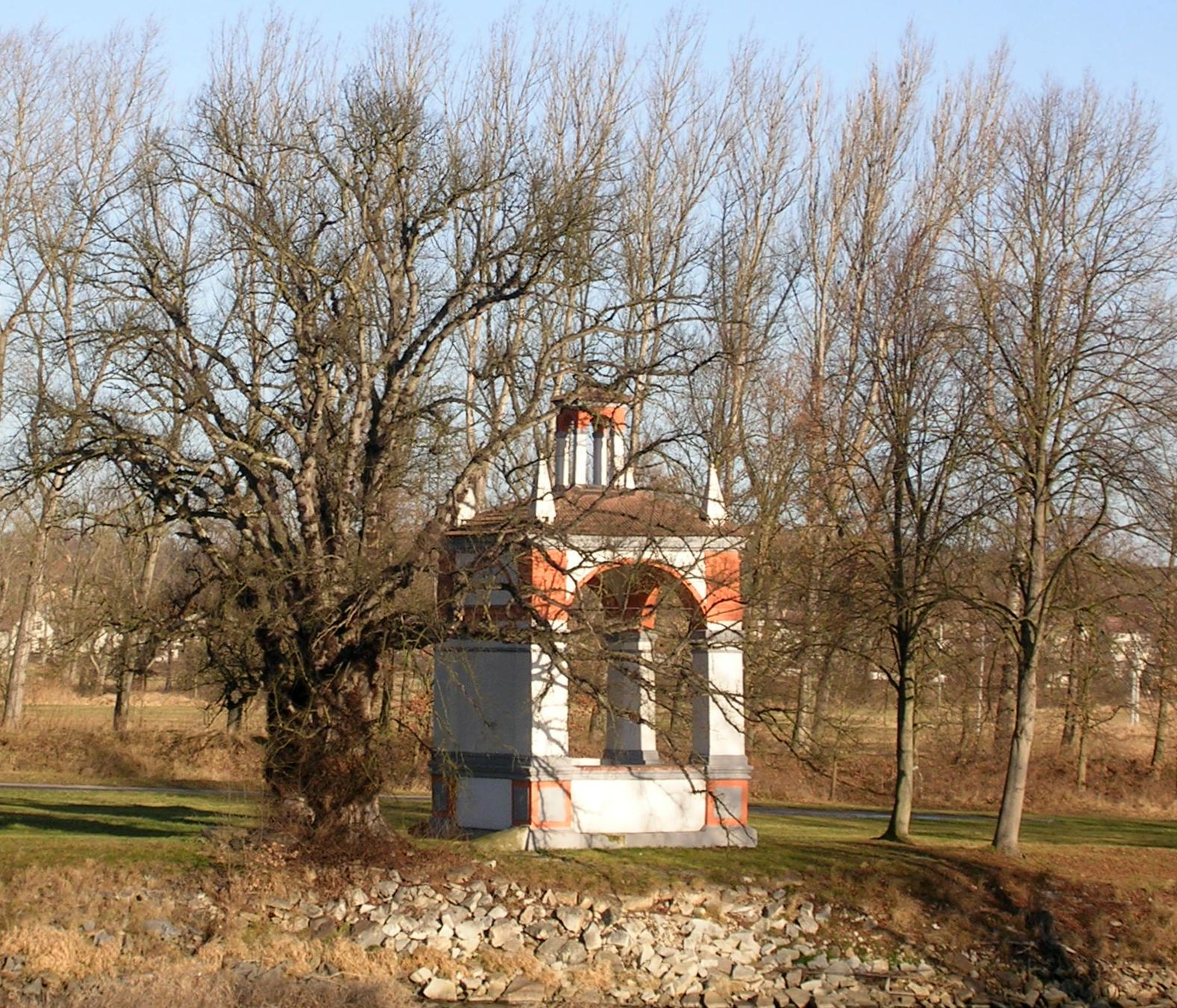
Kalvárie u Lhoty u Kestřan
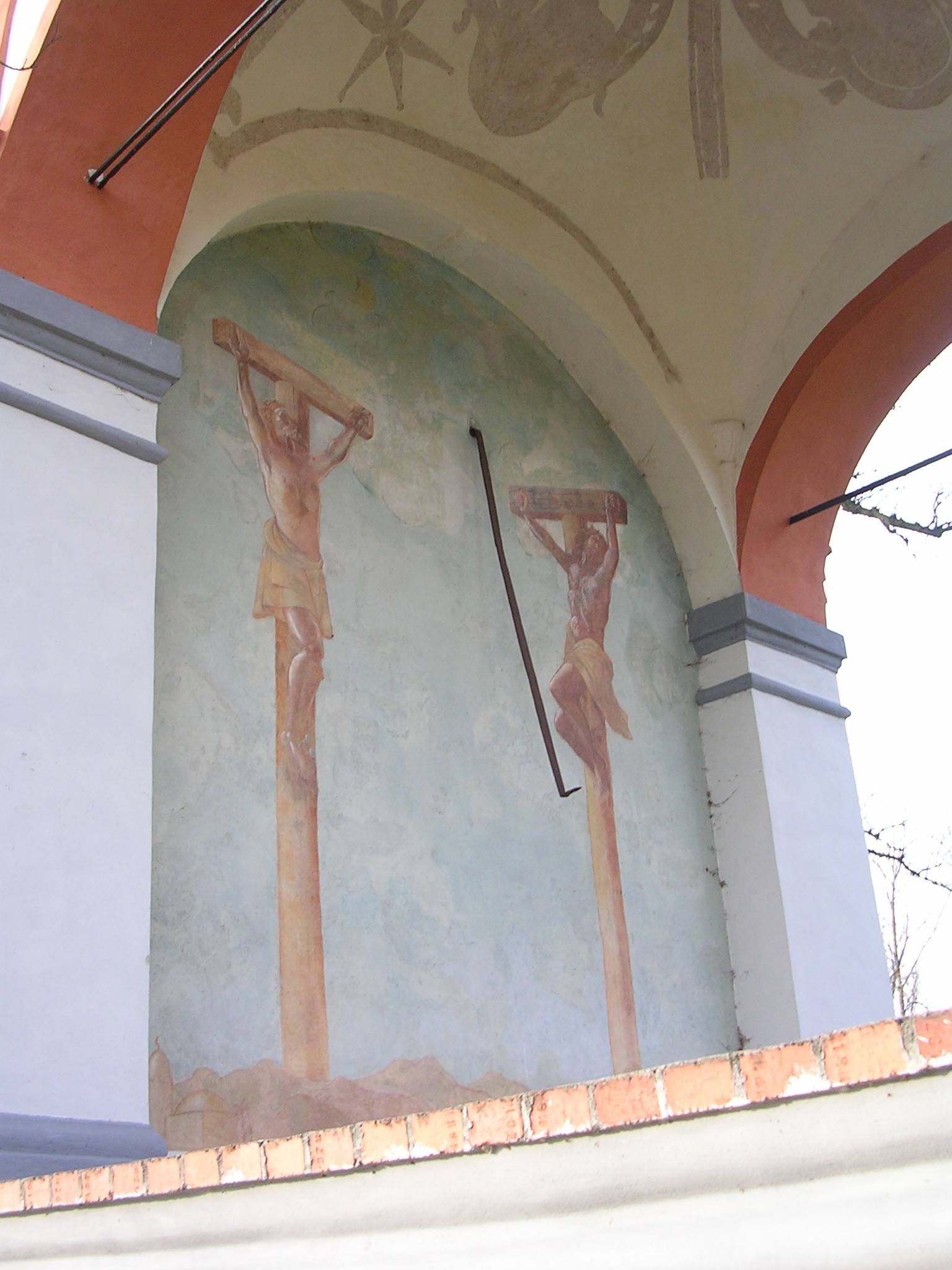
Detail kalvárie
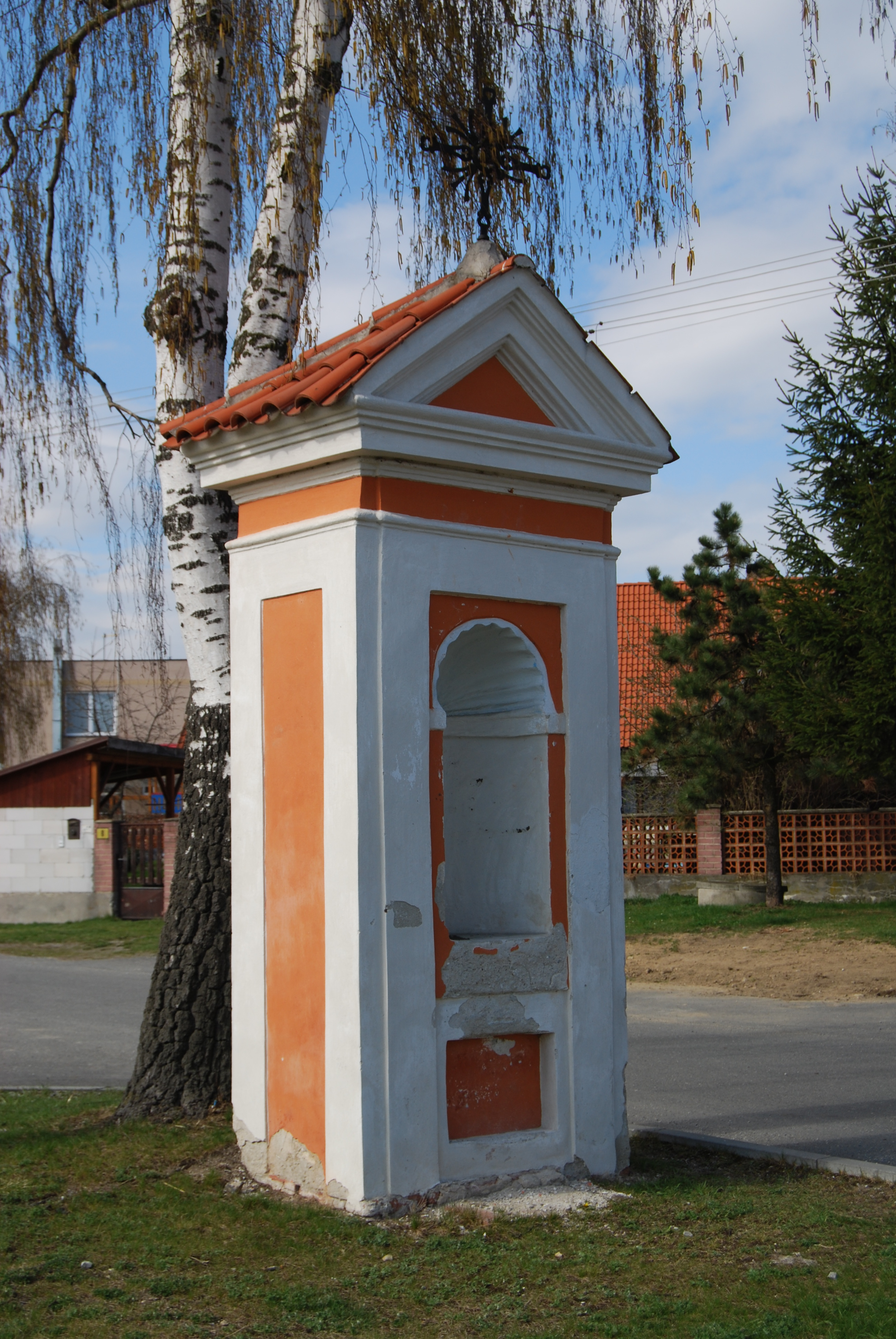
Kaple svatého Floriána